# Großer Tiergarten

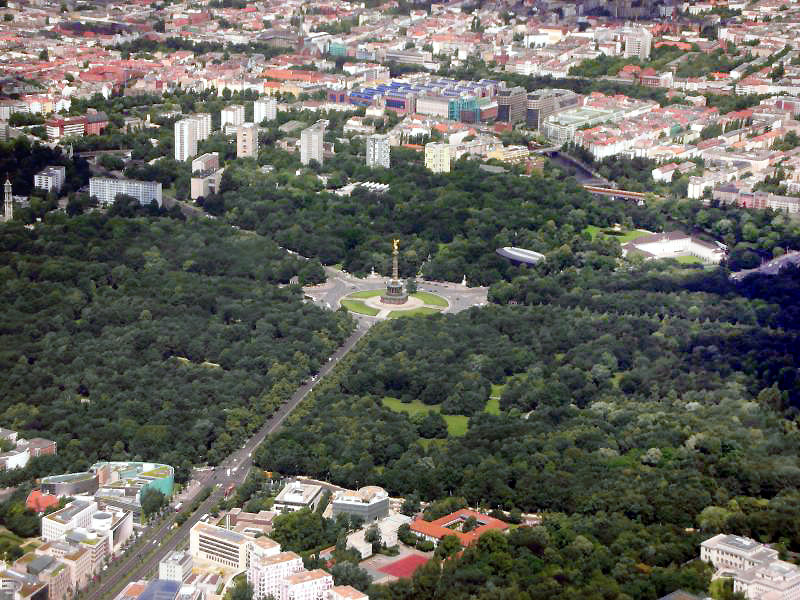
Vista aérea do Großer Tiergarten.

Großer Tiergarten, conhecido simplesmente como Tiergarten, é um parque urbano público da Alemanha, localizado no centro da cidade de Berlim, na localidade homônima. O parque tem cerca de 210 hectares. Entre os jardins urbanos da Alemanha, apenas o Englischer Garten, em Munique (com 417 hectares), é maior.